# Nyctimystes montanus
Nyctimystes montanus là một loài ếch thuộc họ Pelodryadidae.
Đây là loài đặc hữu của Tây Papua, Indonesia.
Môi trường sống tự nhiên của chúng là vùng núi ẩm nhiệt đới hoặc cận nhiệt đới và sông ngòi.